# 波爾塔瓦區
波爾塔瓦區（烏克蘭語：Полтавський район）是烏克蘭中部波尔塔瓦州的一個區，行政中心設於波尔塔瓦，人口数量为589,922人（2021年估计）。

## 历史
至2020年為止波尔塔瓦区的面积为1,259平方公里，2020年人口数量为68,174人。
2020年7月18日經乌克兰行政区划重劃，波尔塔瓦州的区份数量减至4个，波尔塔瓦区的面积显著增加，成為烏克蘭面積第二大的二級行政區，僅次於日托米爾州科羅斯滕區。
區內的聚落數第二多，共746個，僅次於赫梅利尼茨基州赫梅利尼茨基區（749個聚落）。

## 行政区划
波尔塔瓦区下分为24个市镇，以下依市鎮人口由多到少排列：
- 波爾塔瓦市鎮（烏克蘭語：Полтавська міська громада）
- 雷舍蒂利夫卡市鎮（烏克蘭語：Решетилівська міська громада）
- 科貝利亞基市鎮（烏克蘭語：Кобеляцька міська громада）
- 济尼基夫市鎮（烏克蘭語：Зіньківська міська громада）
- 新桑扎雷市鎮（烏克蘭語：Новосанжарська селищна громада）
- 卡爾利夫卡市鎮（烏克蘭語：Карлівська міська громада）
- 迪卡尼卡市鎮（烏克蘭語：Диканська селищна громада）
- 科泰利瓦市鎮（烏克蘭語：Котелевська селищна громада）
- 謝爾巴尼（烏克蘭語：Щербані (Полтавський район)）市鎮（烏克蘭語：Щербанівська сільська громада）
- 丘托韋市鎮（烏克蘭語：Чутівська селищна громада）
- 泰雷什基（烏克蘭語：Терешки (Полтавський район)）市鎮（烏克蘭語：Терешківська сільська громада）
- 馬希夫卡市鎮（烏克蘭語：Машівська селищна громада）
- 比利基市鎮（烏克蘭語：Білицька селищна громада）
- 斯科羅霍多韋市鎮（烏克蘭語：Скороходівська селищна громада）
- 奧皮什尼亞市鎮（烏克蘭語：Опішнянська селищна громада）
- 馬丘希（烏克蘭語：Мачухи）市鎮（烏克蘭語：Мачухівська сільська громада）
- 蘭納（烏克蘭語：Ланна）市鎮（烏克蘭語：Ланнівська сільська громада）
- 米哈伊利夫卡市鎮（烏克蘭語：Михайлівська сільська громада (Полтавська область)）
- 新塞利夫卡市鎮（烏克蘭語：Новоселівська сільська громада）
- 內赫沃羅夏市鎮（烏克蘭語：Нехворощанська сільська громада）
- 科洛馬茨凱市鎮（烏克蘭語：Коломацька сільська громада）
- 马尔特尼夫卡（烏克蘭語：Мартинівка (Мартинівська сільська громада)）市鎮（烏克蘭語：Мартинівська сільська громада (Полтавська область)）
- 大魯布利夫卡（烏克蘭語：Велика Рублівка）市鎮（烏克蘭語：Великорублівська сільська громада）
- 德拉比尼夫卡市鎮（烏克蘭語：Драбинівська сільська громада）